# Мавровско-гостиварски партизански одред
Мавровски-гостиварски народноослободилачки партизански (НОП) одред „Кораб“ (касније 1. одред 1. оперативне зоне) је био партизанска јединица у саставу Народноослободилачке војске и партизанских одреда Југославије током Другог светског рата у Југославији.

## Историјат
Формиран је у атару села Маврово 30. септембра 1942. године. Био је активан до 21. маја 1943. године. Јединицу су формирали добровољци с подручја Маврова и Гостивара. Одред је 1942. године изводио борбене акције код села Трница и на превоју Буковић, а зими се повлачио на мировање.
На локалитету „Арамиски камен“, на планини Бистри одред је 14. марта 1943. поново активиран. Када је формиран, имао је 15 бораца, али је убрзо нарастао на 27 бораца. За команданта је постављен Александар Радослављевић, а за његовог заменика Том Ђелај. Политички комесар је био Слободан Пеповски, а његов заменик Чеде Филиповски.
Одред се,27. априла 1943 ,сукобио са балистима Џеме Хасе у Новом Селу. При томе су погинула четири борца (Злате Дамјановски, Анте Гиноски, Радован Цонић и Боге Вељановски), десет је заробљено (Душко Поповић, Илија Антевски, Раде Угриновски, Драге Тодоровски, Трифко Андоновски, Христо Оџаклиевски, Злате Михајловски, Јаким Синадиновски , Антигона Туфа и Сина Димитровска), а осам је успело да пробије непријатељски обруч. Касније је шест од десет заробљених бораца из одреда (Душко Поповић, Илија Антевски, Раде Угриновски, Драге Тодоровски, Трифко Андоновски и Христо Оџаклиевски) осуђено на смрт и обешено 17. маја у Тирани. Остали заробљени партизани осуђени су на казну затвора јер су били малолетни.
Преостали борци из одреда ушли су у састав Кичевско-мавровског партизанског одреда, формираног 21. маја 1943. Касније су се његови борци из рејона Маврова и Гостивара одвојили и у јулу исте године формирали први Мавровски партизански одред, који је самостално деловао у рејону Прве оперативне зоне Главног штаба НОВ и ПО Македоније, до ступања у састав Кичевског батаљона 23. септембра 1943 године током првог ослобођења Кичева.

## Борци одреда
У одреду су били:
- Александар Радослављевић – Шапо, командант
- Том Ђелај – Шумски, заменик команданта
- Слободан Пеповски, политички комесар
- Чеде Филиповски - Даме, заменик политичког комесара
- Злате Михајловски
- Душко Поповић
- Анте Гиновски
- Злате Гиновски
- Злате Дамјановски
- Драги Тодоровски
- Трпе Блажевски
- Димитар Берберовски
- Петре Јовановски
- Аризан Несторовски
- Русе Дојчиновски
- Михаило Тодоровски – Стриц
- Илија Антевски - Смок
- Саво Марчевски
- Боге Вељановски
- Јаким Синадиновски
- Антигона седра
- Сина Димитровска
- Радован Цонић
- Раде Угриновски
- Денко Дејановски
- Ристо Оџаклиевски
- Трифко Андоновски

## Литераутра
- Гостивар и Гостиварско у НОБ 1941-1944, Гостивар, 1974. Вол. 4.